# Calliphora
Calliphora es un género de moscas de la familia Calliphoridae, distribuido por la mayor parte del mundo, con la mayor diversidad en Australia. En Norteamérica, las especies más abundantes son Calliphora livida, C. vicina y C. vomitoria.
Calliphora quiere decir 'portador de belleza'. El género fue descrito en 1830 por Jean-Baptiste Robineau-Desvoidy. Es el género tipo de la familia Calliphoridae.

## Especies
El género Calliphora incluye:
- Calliphora algira Macquart, 1843
- Calliphora alpina (Zetterstedt), 1845
- Calliphora antennatis Hutton, 1881
- Calliphora antipodes Hutton, 1902
- Calliphora antojuanaee Mariluis, 1982
- Calliphora aruspex Bezzi, 1927
- Calliphora assimilis Malloch, 1927
- Calliphora atripalpis Malloch, 1935
- Calliphora augur (Fabricius), 1775
- Calliphora auriventris Malloch, 1927
- Calliphora australica Malloch, 1927
- Calliphora axata Séguy, 1946
- Calliphora bezzi Zumpt, 1956
- Calliphora bryani Kurahashi, 1972
- Calliphora calcedoniae Mariluis, 1979
- Calliphora canimicans Hardy, 1930
- Calliphora centralis Malloch, 1927
- Calliphora chinghaiensis Van & Ma, 1978
- Calliphora clarki Malloch, 1927
- Calliphora clausa Macquart 1848
- Calliphora clementei Iches, 1906
- Calliphora coloradensis Hough, 1899
- Calliphora croceipalpis Jaennicke, 1867
- Calliphora dasyophthalma Villeneuve, 1927
- Calliphora deflexa Hardy, 1932
- Calliphora dichromata (Bigot)
- Calliphora dispar Macquart, 1846
- Calliphora echinosa Grunin, 1970
- Calliphora elliptica Macquart, 1847
- Calliphora erectiseta Fan, 1957
- Calliphora espiritusanta Kurahashi, 1971
- Calliphora eudypti Hutton, 1902
- Calliphora fulviceps Lamb, 1909
- Calliphora fulvicoxa Hardy, 1930
- Calliphora fuscofemorata Malloch, 1927
- Calliphora flavicauda Malloch, 1925
- Calliphora floccosa Wulp, 1884
- Calliphora forresti Norris, 1994
- Calliphora franzi Zumpt, 1956
- Calliphora fuscipennis Jaennicke, 1867
- Calliphora genarum Zetterstedt, 1838
- Calliphora gilesi Norris, 1994
- Calliphora grahami Aldrich, 1930
- Calliphora gressitti Kurahashi, 1971
- Calliphora grisescens Villeneuve, 1933
- Calliphora grunini Schumann & Ozerov, 1992
- Calliphora hasanuddini Kurahashi & Selomo, 1997
- Calliphora hilli Patton, 1925
- Calliphora icela (Walker)
- Calliphora insignis Curran, 1938
- Calliphora io Zumpt, 1956
- Calliphora irazuana Townsend, 1908
- Calliphora javanica de Meijere, 1914
- Calliphora kanoi Kurahashi, 1986
- Calliphora kermadeca Kurahashi, 1971
- Calliphora lata Coquillett, 1898
- Calliphora latifrons Hough, 1899
- Calliphora leucosticta Bezzi, 1927
- Calliphora livida Hall, 1948
- Calliphora loewi Enderlein, 1903
- Calliphora lopesi Mello, 1962
- Calliphora lordhowensis Kurahashi, 1987
- Calliphora macleayi Malloch, 1927
- Calliphora maestrica Peris, Gonzalez-Mora & Fernandez, 1998
- Calliphora majuscula Villeneuve, 1915
- Calliphora malayana Malloch, 1927
- Calliphora maritima Norris, 1994
- Calliphora maryfullerae Hardy
- Calliphora melinda Curran, 1929
- Calliphora metallica Malloch, 1927
- Calliphora minor Malloch, 1927
- Calliphora mogii Kurahashi & Selomo, 1998
- Calliphora morticia Shannon, 1923
- Calliphora mumfordi Malloch, 1932
- Calliphora neohortonaa Miller, 1939
- Calliphora neozelandica Murray, 1954
- Calliphora nigribarbis Vollenhoven, 1863
- Calliphora nociva Hardy
- Calliphora norfolka Kurahashi, 1971
- Calliphora nothocalliphoralis Miller, 1939
- Calliphora noumea Curran, 1929
- Calliphora ochracea Schiner, 1868
- Calliphora onesiodes Kurahashi, 1971
- Calliphora papua Guerin-Vollenhoven, 1831
- Calliphora papuensis Kurahashi, 1971
- Calliphora pattoni Aubertin, 1931
- Calliphora perida Hardy, 1937
- Calliphora peruviana Robineau-Desvoidy, 1830
- Calliphora phacoptera Wulp, 1882
- Calliphora plebeia Malloch, 1927
- Calliphora popoffana Townsend, 1908
- Calliphora porphyrina Kurahashi, 1971
- Calliphora praepes Giglio-Tos, 1893
- Calliphora prosternalis Malloch, 1934
- Calliphora psudovomitoria Kurahashi, 1971
- Calliphora pubescens Macquart, 1851
- Calliphora quadrimaculata (Swederus, 1787)
- Calliphora robusta Malloch, 1927
- Calliphora rohdendorfi (Grunin, 1966)
- Calliphora rostrata Robineau-Desvoidy, 1830
- Calliphora rufipes Kurahashi
- Calliphora salviaga Bezzi
- Calliphora simulata Malloch, 1932
- Calliphora sternalis Malloch
- Calliphora stygia (Fabricius, 1781)
- Calliphora subalpina (Ringdahl, 1931)
- Calliphora tasmaniae Kurahashi
- Calliphora terranovae Macquart, 1851
- Calliphora toxopeusi Theowald, 1957
- Calliphora uralensis Villeneuve, 1922
- Calliphora varifrons Malloch, 1932
- Calliphora vicina Robineau-Desvoidy, 1830
- Calliphora viridescens Robineau-Desvoidy, 1830
- Calliphora viridiventris (Malloch)
- Calliphora vomitoria (Linnaeus, 1758)
- Calliphora xanthura Bigot
- Calliphora yezoana Matsumara

|                          |
| Calliphora vicina, larva |

|                  |
| Calliphora augur |

|                  |
| Calliphora hilli |

|                      |
| Calliphora vomitoria |